# Bialy

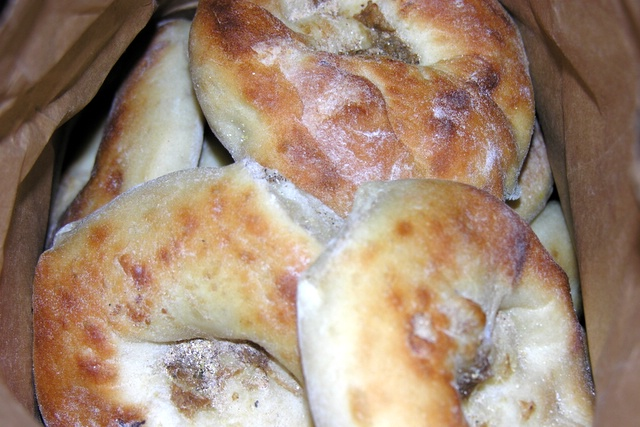
Bialys.

El bialy (abreviatura de Bialystoker Kuchen, ‘pastel de Białystok’, una ciudad de Polonia) es un panecillo tradicional de la cocina asquenazí polaca. Tiene de un diámetro de hasta 15 cm y su masa con levadura es parecida a la del bagel, pero a diferencia de éste no se cuece antes de hornearlo, y en lugar de un agujero en el centro tiene una depresión. Antes de hornearlo, esta se rellena con cebolla picada y otros ingredientes, incluyendo ajo, semilla de amapola o pan rallado.
El bialy fue llevado originalmente a los Estados Unidos por los inmigrantes judíos asquenazíes de finales del siglo XIX y principios del XX. Inicialmente fue comercializado en el estado de Nueva York por Harry Cohen, propietario de una tienda de bagels.